# 聖彼得區 (多米尼克)
聖彼得區是中美洲國家多米尼克的10個行政區之一，位於該國西北部，北毗聖約翰區，東接聖安德魯區，南鄰聖約瑟夫區，西臨加勒比海，面積32.6平方公里，2001年人口1,452。
科利歐（最大村莊）、迪布朗和Bioche是該區仅有的三大聚居地。